# Cornelia Löhne
Cornelia Löhne (* 1975 in Leipzig) ist eine deutsche Botanikerin. Löhne ist seit Herbst 2016 Kustodin des Botanischen Gartens der Rheinischen Friedrich-Wilhelms-Universität Bonn.

## Leben
Nach Schulbesuch in Sömmerda (Thüringen), Steigra und Querfurt (Sachsen-Anhalt) studierte Löhne von 1994 bis 2001 Biologie in Leipzig und Heidelberg mit den Schwerpunkten Botanik und Tropenökologie. Ihre Diplomarbeit schrieb sie zu „Untersuchungen zur Blütenbiologie von Mandevilla dardanoi M.F. Sales (Apocynaceae) als typischer Vertreter der Inselbergflora Pernambucos (Brasilien)“. Von 2002 bis 2006 schloss sich ein Promotionsstudium an der Universität Bonn an. Am Nees-Institut für Biodiversität der Pflanzen verfasste sie ihre Dissertation mit dem Titel „Molecular Phylogenetics and Historical Biogeography of Basal Angiosperms – A Case Study in Nymphaeales“ und wurde damit zur Dr. rer. nat. promoviert.
Bis März 2008 war sie als wissenschaftliche Mitarbeiterin an den Botanischen Gärten der Universität Bonn beschäftigt, wo sie in Forschungs- und Entwicklungsprojekten zur „Umsetzung der Global Strategy for Plant Conservation in Deutschland“ und „Innovative Bildungsangebote in Botanischen Gärten, Zoos und Freilichtmuseen“ arbeitete. Zwischen April 2008 und September 2015 war sie wissenschaftliche Koordinatorin des Botanischen Gartens und Botanischen Museums der Freien Universität Berlin. Dort arbeitete sie im Management und an der Weiterentwicklung der Einrichtung inklusive Entwicklung von Forschungs- und Sammlungskonzepten, der Kommunikation mit Partnern und Förderern, Politik und Behörden mit.
Von Oktober 2015 bis Oktober 2016 war sie wissenschaftliche Referentin des Direktors am Zoologischen Forschungsmuseum Alexander Koenig (ZFMK) in Bonn. In den Botanischen Gärten der Universität Bonn ist sie seit Oktober 2016 als Kustodin Nachfolgerin von Wolfram Lobin.

## Von C. Löhne beschriebene Pflanzenarten
- Nymphaea ondinea Löhne, Wiersema & Borsch (Nymphaeaceae)

## Publikationen
- Molecular Phylogenetics and Historical Biogeography of Basal Angiosperms – A Case Study in Nymphaeales. Dissertation, Universität Bonn, 2006. urn:nbn:de:hbz:5N-10051
- Publikationsverzeichnis auf researchgate